# SMAP 005
『SMAP 005』は、SMAPの5枚目のオリジナル・アルバム。1994年2月2日にビクターエンタテインメントからリリース。

## 解説
本作より少し前にリリースされた「君は君だよ」は未収録である。予約特典としてポスタープレゼント。

## 収録曲
1. ギョーカイ地獄いちどはおいで
作詞・作曲：川村結花 / 編曲：鈴木宏昌 / コーラスアレンジ：椎名和夫
SMAP出演 ロッテ「シュガーレスガム」CMソング
1st Instrumentalアルバム「SMAPPIES - Rhythmsticks」にも収録されている。
2. 失くしたり見つけたりのEvery Day
作詞：相田毅 / 作曲：谷本新 / 編曲：CHOKKAKU / コーラスアレンジ：佐々木久美
3. $10 ＜MOD Mix＞
作詞：森浩美・林田健司 / 作曲：林田健司 / 編曲：林田健司・CHOKKAKU
10thシングルのリミックス・バージョン
4. 少し辛い永遠
作詞：森浩美 / 作曲・編曲：長岡成貢 / コーラスアレンジ：松下誠
2ndベスト・アルバム「Wool」にも収録されている。
5. スポーツしよう - 草彅剛・香取慎吾
作詞：戸沢暢美 / 作曲：西村麻聡 / 編曲：松下誠
6. 涙もろいWoman - 稲垣吾郎・森且行
作詞：戸沢暢美 / 作曲：南佳孝 / 編曲：鳥山雄司
7. いつだって愛し過ぎてしまう
作詞・作曲：山本英美 / 編曲：CHOKKAKU / コーラスアレンジ：佐々木久美
8. 最後の冬の日
作詞：相田毅 / 作曲・編曲：岩田雅之
9. 君が何かを企んでいても
作詞：森浩美 / 作曲：楠瀬誠志郎 / 編曲：長岡成貢 / コーラスアレンジ：松下誠
1stベスト・アルバム「Cool」、2ndベスト・アルバム「Wool」にも収録。
10. ひとりぼっちのHappy Birthday - 木村拓哉・稲垣吾郎
作詞・作曲：久保田洋司 / 編曲：清水信之
11. 君色思い ＜Remix version＞
作詞・作曲：林田健司 / 編曲：CHOKKAKU / コーラスアレンジ：松下誠
11thシングルのリミックス・バージョン イントロがピアノになっている
12. エピローグ（inst.）
作曲：川村結花 / 編曲：鈴木宏昌

## 映像作品
失くしたり見つけたりのEvery Day
- SEXY SIX SHOW
- SMAP 007 MOVIES〜Summer Minna Atsumare Party
- LIVE BIRDMAN
  - 5人体制初披露

ひとりぼっちのHappy Birthday
- SMAP Winter Concert 1995-1996

## テレビ出演
君が何かを企んでいても
- 『アイドルオンステージ』（1995年3月19日、NHK BS2）
森がソロで披露

ひとりぼっちのHappy Birthday
- 『アイドルオンステージ』（1994年8月28日、NHK BS2）
テレビ初披露